# NGC 7315
NGC 7315 - galaxia de tipo S0 en la constelación Pegaso .
Descubridor de esta función es Édouard Jean-Marie Stephan quien primero observó el objeto 11 de septiembre de 1872 .
Este objeto se encuentra en la redacción original del directorio compartido de nuevo.
- Datos: Q1166961
- Multimedia: NGC 7315 / Q1166961